# リーヴ・ミー・アローン (iDKHOWの曲)
「リーヴ・ミー・アローン」（Leave Me Alone）は、アメリカ合衆国のインディー・ポップ・バンドであるアイ・ドント・ノウ・ハウ・バット・ゼイ・ファウンド・ミー（略称: iDKHOW）の楽曲。作詞作曲はフロントマンのダロン・ウィークス、プロデュースはティム・パグノッタが手がけた。2020年8月5日に1作目のスタジオ・アルバム『Razzmatazz』からの先行シングルとして発売され、『ビルボード』誌のAlternative Airplayでは第1位を獲得した。

## 背景
2020年8月5日、2018年に発売のEP『1981 Extended Play』や2019年に発売のEP『Christmas Drag』に続くスタジオ・アルバム『Razzmatazz』を10月16日にフィアレス・レコードから発売することを発表。この発表と同じ日にアルバムからの第1弾シングルとして「リーヴ・ミー・アローン」が発売された。本作発売前の2020年6月にはウィークスが公式Twitterにて本作の歌詞の一節を投稿していた。
楽曲についてウィークスは「やがて来る混沌への誘い」を意味する曲と説明。また、『ケラング!』誌の取材でウィークスはアルバム全体に影響を及ぼしたものとして「ロサンゼルスのすべてに対する嫌悪感」と語っている。2020年1月に本作のデモ音源が制作され、2月にプロデューサーであるティム・パグノッタのもとに持ち込んで仕上げられた。『アメリカン・ソングライター』誌の取材でウィークスは「デヴィッド・ボウイ、プリンス、ドン・ヘンリーが酒場でけんかをしているかのような」サウンドを目指していたと語っている。
2021年1月22日にピアノバージョンが発売された。同年のレコード・ストア・デイ（6月12日）に発売されたEP『Razzmatazz B-Sides』にオリジナルバージョンとともに収録されている。

## 演奏披露
本作は2021年1月26日に放送されたABCのトーク番組『ジミー・キンメル・ライブ!』でテレビ初披露となった。その後2月24日のトーク番組『エレンの部屋』では、ソルトレークシティにあるゲートウェイでの演奏が放送された。

## ミュージック・ビデオ
シングルの発売と同日、「リーヴ・ミー・アローン」のリリックビデオが公開された。ウィークスは本作のリリックビデオの美学を「レトロフューチャー」とし、「俺にとって昔のテクノロジーには特別なものがあるんだ。それはほぼいつもやりたいことをするために苦労して戦わなくてはいけない生き物のようだった」と説明している。
9月2日には映像作家のラウル・ゴンゾが監督を務め、ロサンゼルスで撮影されたミュージック・ビデオが公開された。ビデオはコロナ禍の最中でコンプライアンス・オフィサーの指示に従って撮影されたもので、1970年代のサイエンス・フィクション映画がモチーフとなっている。映像内ではメンバー2人が薄板ガラスで仕切られた空間でで演奏したり、複数の医療機器でランダムな測定値やウィークスの頭部の3Dレンダリングを生成する様子が描かれている。ミュージック・ビデオについて、ウィークスはパンデミックな状況の真っ只中でMVを撮影するのはチャレンジだった。俺たちは現在世界中で起こっているいろいろなことをビデオに取り入れようと決めたんだ。ソーシャル・ディスタンス、隔離病棟など。それらは悪影響を与える人や状況から自分自身を隔離するというこの曲のテーマにフィットしていると思ったんだと語っている。

## シングル収録曲
| #         | タイトル           | 作詞・作曲         | プロデューサー     | 時間 |
| --------- | ------------------ | ------------------ | ------------------ | ---- |
| 1.        | 「Leave Me Alone」 | ダロン・ウィークス | ティム・パグノッタ | 3:35 |
| 合計時間: | 合計時間:          | 合計時間:          | 合計時間:          | 3:35 |

| 全作詞・作曲: ダロン・ウィークス。 |                                    |                    |                    |                    |      |
| #                                  | タイトル                           | 作詞               | 作曲・編曲         | プロデューサー     | 時間 |
| 1.                                 | 「Leave Me Alone (Piano Version)」 | ダロン・ウィークス | ダロン・ウィークス | ダロン・ウィークス | 3:32 |
| 2.                                 | 「Leave Me Alone」                 | ダロン・ウィークス | ダロン・ウィークス | ティム・パグノッタ | 3:35 |
| 合計時間:                          | 合計時間:                          | 合計時間:          | 7:07               |                    |      |

## クレジット
オリジナルバージョン
- ダロン・ウィークス – ボーカル、ベース、シンセサイザー、作詞作曲
- ライアン・シーマン – ドラム
- イアン・ウォルシュ – ギター
- ティム・パグノッタ – プロデュース、レコーディング・エンジニア
- ブライアン・フィリップス – レコーディング・エンジニア

ピアノバージョン
- ダロン・ウィークス – ボーカル、ピアノ、作詞作曲、プロデュース、レコーディング・エンジニア、ミキシング
- ミシェル・マンチーニ – マスタリング

## チャート成績
| チャート (2020年 - 2021年)                  | 最高位 |
| ------------------------------------------- | ------ |
| カナダ ロック (Billboard)                   | 12     |
| US Adult Alternative Songs (Billboard)      | 7      |
| US Alternative Airplay (Billboard)          | 1      |
| US Hot Rock & Alternative Songs (Billboard) | 46     |
| US Rock Airplay (Billboard)                 | 8      |